# 911
Évszázadok: 9. század – 10. század – 11. század
Évtizedek: 860-as évek – 870-es évek – 880-as évek – 890-es évek – 900-as évek – 910-es évek – 920-as évek – 930-as évek – 940-es évek – 950-es évek – 960-as évek
Évek: 906 – 907 – 908 – 909 –  910 – 911 – 912 – 913 – 914 – 915 – 916

## Események

### Európa
- A keleti frankok előző évi augsburgi veresége után a magyarok akadálytalanul feldúlják Frankóniát és Svábföldet, sőt Koblenznél átkelnek a Rajnán Burgundiába; ezt követően nagy zsákmánnyal hazatérnek.
- Áprilisban meghal III. Sergius pápa. Utódjául III. Anasztázt választják meg, de Róma továbbra is Theophilactus tusculumi gróf és felesége Theodora befolyása alatt marad.
- Szeptemberben meghal a 17 éves Gyermek Lajos keleti frank király; vele kihal a Karolingok keleti ága. Lotaringiában a nemesség a nyugati ágból származó Együgyű Károly francia királyt ismeri el uralkodójának. A bajor, sváb és szász nemesség viszont novemberben Konrád frankóniai herceget (akinek nagybátyja, Gebhard az előző évben a magyarokkal vívott csatában esett el) választja királyává; ebben nem kis része volt Hatto mainzi érsek (Gyermek Lajos régense) befolyásának.
- Egy nagy viking sereg Rollo vezetésével ostrom alá veszi Chartres-t. Róbert frank herceg felmenti a várost és elűzi a vikingeket. Együgyű Károly ezt követően megköti Rollóval a Saint-Clair-sur-Epte-i békét: a viking vezér megkeresztelkedik és megkapja Normandiát, cserébe hűséget esküszik a királynak és megígéri hogy nem engedi a vikingek felhajózását a Szajnán. A szerződés megerősítésre Rollo feleségül veszi Károly lányát, Giselát.
- Meghal Æthelred merciai herceg. A wessexi vazallus Mercia kormányzását felesége, Æthelflæd (Nagy Alfréd wessexi király lánya) veszi át. London és Oxford városai Eduárd wessexi király uralma alá kerülnek.
- Az év végén meghal Pietro Tribuno velencei dózse. Utódját a következő évben választják meg.
- Bölcs Leó bizánci császár békeszerződést köt Oleg kijevi fejedelemmel.
- Egy nagy (állítólag 43 ezres) bizánci sereg Himeriosz vezetésével partra száll Krétán, hogy visszafoglalják a szigetet. Az év hátralévő részében hiábavalóan ostromolják Khandaxot.

### Észak-Afrika
- A tunéziai Fátimida államban a kalifát korábban trónra segítő berber felkelés vezére, Abu Abdalláh al-Síi összekülönbözik Abdalláh al-Mahdí kalifával, akit szélhámosnak nevez. Al-Síit röviddel később összeesküvéssel vádolják és meggyilkolják.

## Születések
- Toszkánai Willa, II. Berengár itáliai király felesége

## Halálozások
- február 28. – Abu Abdalláh al-Síi, síita hittérítő
- április 14. – III. Sergius, római pápa
- szeptember 20/24. – Gyermek Lajos, keleti frank király
- Æthelred, Mercia királya, majd vazallus hercege
- Ibn al-Rávandí, síita teológus
- Pietro Tribuno, velencei dózse

## Fordítás
- Ez a szócikk részben vagy egészben  az   AD 911 című angol Wikipédia-szócikk ezen változatának fordításán alapul.  Az eredeti cikk szerkesztőit annak laptörténete sorolja fel. Ez a jelzés csupán a megfogalmazás eredetét és a szerzői jogokat jelzi, nem szolgál a cikkben szereplő információk forrásmegjelöléseként.